# En verden uden tid og sted
En verden uden tid og sted er en film instrueret af Peter Hesseldahl efter eget manuskript.

## Handling
En verden uden tid og sted er et portræt af den globale kultur, som den ser ud netop nu. En film om en verden, der bliver mere ens, fordi den vestlige livsforms værdier breder sig overalt. I filmen udtaler folk fra alle verdensdele sig om deres syn på denne udvikling. Blandt de ti interviewede er Dalai Lama, tibetanernes åndelige overhoved, Alan Kay, en af computerens visionære fædre, og Eduardo Galeano, colombiansk forfatter og historiker. Filmen har et klart økologisk perspektiv, men ikke på en teknologiforskrækket måde. Tværtimod afspejler filmens æstetik, at det digitale samfund har mange - og mange forførende kvaliteter.